# SISU XA-203
SISU XA-203 – fiński transporter opancerzony, oparty na XA-180.
W stosunku do XA-180 wzmocniono opancerzenie. Uzbrojenie XA-203 montowane jest w zdalnie sterowanej, bezzałogowej wieży. W wypadku pojazdów będących na wyposażeniu fińskiej armii jest to wielkokalibrowy karabin maszynowy kal. 12,7 mm. Pojazd XA-203 może być transportowany samolotem C-130 Hercules.